# Mandaic
Mandaic è un blocco Unicode. È costituito dai 29 caratteri compresi nell'intervallo U+0840-U+085F.
Introdotto nella versione 6.0 di Unicode, comprende i simboli dell'alfabeto mandaico per il mandaico classico e moderno.

## Tabella compatta di caratteri

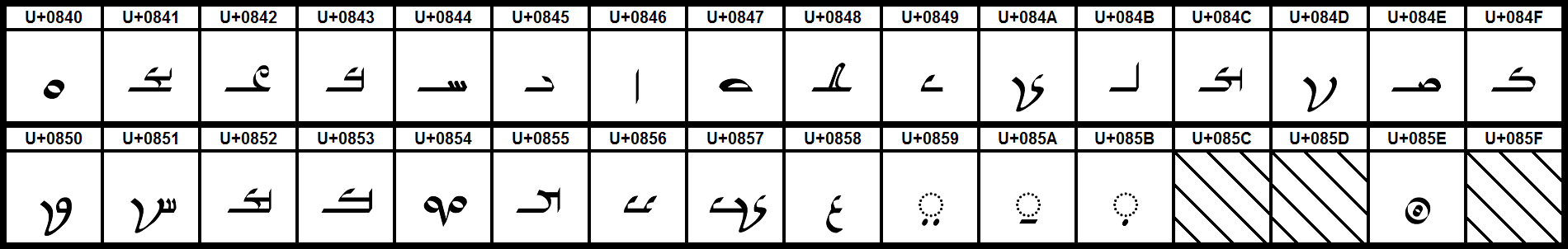
Mandaic

|     | 0 | 1 | 2 | 3 | 4 | 5 | 6 | 7 | 8 | 9 | A | B | C | D | E | F |
| --- | - | - | - | - | - | - | - | - | - | - | - | - | - | - | - | - |
| 084 | ࡀ | ࡁ | ࡂ | ࡃ | ࡄ | ࡅ | ࡆ | ࡇ | ࡈ | ࡉ | ࡊ | ࡋ | ࡌ | ࡍ | ࡎ | ࡏ |
| 085 | ࡐ | ࡑ | ࡒ | ࡓ | ࡔ | ࡕ | ࡖ | ࡗ | ࡘ | ࡙  | ࡚  | ࡛  |   |   | ࡞ |   |